# Mylabris dicincta
Mylabris dicincta là một loài bọ cánh cứng trong họ Meloidae. Loài này được Bertoloni miêu tả khoa học năm 1850.